# Trichopoda nigrifrontalis
Trichopoda nigrifrontalis là một loài ruồi trong họ Tachinidae.